# 戈伊塔拉
戈伊塔拉，阿塞拜疆舒沙区的一个村子。

## 地理
戈伊塔拉村位于阿塞拜疆舒沙区的西南部，地处斯捷潘纳克特（汉肯德）-戈里斯高速公路的右侧，距斯捷潘纳克特市39公里，西南距舒沙市23公里。该村位于哈卡里河支流亚格利达拉河（Yağlıdərəçayın）河畔，卡拉巴赫山脉东支山坡的一块平地上，海拔1314米。该村隶属于舒沙区戈伊塔拉乡，也是该乡的行政中心所在地。

## 历史
19世纪，亚美尼亚人在此定居后，将这个村庄命名为卡纳奇塔拉，卡纳奇在亚美尼亚语中的意思是蓝色、绿色，塔拉意为空地。苏联时期，该村称卡纳奇塔拉（俄語：或），隶属于阿塞拜疆苏维埃社会主义共和国纳戈尔诺-卡拉巴赫自治州舒沙区。
1991年，纳戈尔诺-卡拉巴赫自治州宣布独立为纳戈尔诺-卡拉巴赫共和国，但阿塞拜疆共和国方面并不承认纳戈尔诺-卡拉巴赫共和国的合法姓，在宣布撤销纳戈尔诺-卡拉巴赫自治州后，该村隶属于直属中央的舒沙区。根据阿塞拜疆共和国最高苏维埃1991年2月7日通过的第54-XII号决议，叶赫察奥赫乡的卡纳奇塔拉村被更名为“戈伊塔拉”，并以戈伊塔拉村为行政中心成立戈伊塔拉乡。“戈伊塔拉”在阿塞拜疆语中意为“绿色的草地”。
第一次纳戈尔诺-卡拉巴赫战争期间，该村遭到严重破坏，并最终被亚美尼亚军队占领，阿塞拜疆族军民被迫迁走。该村同其所在的舒沙区一道被划入宣布独立的纳戈尔诺-卡拉巴赫共和国，沿称旧名“卡纳奇塔拉”，隶属于舒沙区叶赫察奥赫社区。
根据第二次纳戈尔诺-卡拉巴赫战争后于2020年11月10日签署的三方声明，该村庄由俄罗斯维和部队控制，并于2022年8月被划入取代拉钦走廊的新走廊。2023年9月19日至20日，阿塞拜疆武装部队在纳戈尔诺-卡拉巴赫开展军事行动，并成功收复该村庄及周边地区。

## 历史遗迹
村庄及其周围的历史遗址包括：公元前2至1千年的墓葬、12~13世纪的村庄和19世纪的墓地等。

## 经济
当地人口主要从事农业和畜牧业。

## 人口统计
第一次纳卡战争前，该村居民几乎都是阿塞拜疆族。根据1921年的人口普查，该村与其他三个村庄一起居住着843人，全部都是阿塞拜疆突厥人（阿塞拜疆人）。根据1986年的数据，该村有111人，全部是阿塞拜疆族。
2005年，该村仅有9名居民，2008年至2010年三年的人口数分别为15、16、12，2015年时则有16名居民。